# Politicamente correto
O termo politicamente correto é usado para descrever expressões, políticas ou ações que evitam ofender, excluir e/ou marginalizar grupos de pessoas que são vistos como desfavorecidos ou discriminados, especialmente grupos definidos por gênero, orientação sexual ou cor racial.
No discurso político e na mídia, o termo geralmente é usado por críticos da direita conservadora como pejorativo, implicando que as políticas de linguagem inclusiva são excessivas. Comentaristas e professores conservadores já foram acusados de acusar seus críticos de serem "politicamente corretos" para se protegerem de acusações contra suas próprias ideologias.
Críticos de esquerda acusam opositores do que consideram ser "politicamente correto", frequentemente conservadores, de usarem o termo para alegar censura de suas opiniões, enquanto a própria ala conservadora teria sua própria forma de ideologia politicamente correta usada para suprimir críticas de suas ideologias e constituentes preferidos. Usado dessa forma, o termo foi acusado de desviar a atenção de questões de discriminação nos Estados Unidos, transformando-as em um debate sobre censura de opiniões.

## História
O termo "politicamente correto" foi usado com pouca frequência até a última parte do século XX. Este uso anterior não se relacionava à desaprovação social geralmente implicada em seu uso mais recente. Em 1793, o termo "politicamente correto" apareceu na Suprema Corte dos Estados Unidos durante o julgamento de um processo político. O termo também teve uso em outros países de língua inglesa nos anos 1800.

### Início do século XX
No início do século XX, a frase "politicamente correta" foi associada à aplicação dogmática da doutrina Stalinista, debatida entre membros do partido Comunista e Socialistas americanos. Este uso se referia à linha do Partido Comunista, que forneceu posições "corretas" em muitos assuntos políticos. De acordo com o educador americano Herbert Kohl, escrevendo sobre debates em Nova York no final da década de 1940 e início da década de 1950:
O termo "politicamente correto" foi usado com desprezo, para se referir a alguém cuja lealdade à linha do PC [Partido Comunista] superou a compaixão e levou a uma política ruim. Foi usado pelos socialistas contra os comunistas e deveria separar os socialistas que acreditavam em ideias morais igualitárias de comunistas dogmáticos que advogassem e defendessem posições partidárias independentemente de sua substância moral.— "Uncommon Differences", The Lion and the Unicorn Journal

### No Brasil
Em 2004, o governo Lula publicou uma cartilha de 100 termos e expressões pejorativas, entitulada Politicamente Correto e Direitos Humanos, designada a chamar a atenção para esses termos e como eles afetavam a dignidade de minorias e incentivando seu desuso. Alguns dos termos considerados racistas seriam pela cartilha seriam "preto de alma branca", "branquelo" e "branquelo azedo". O material foi rechaçado pelo próprio presidente, que o considerava desnecessário, contrariando seus assessores.
Em 2010, o tema voltaria em pauta no Brasil por conta do livro Caçadas de Pedrinho, de Monteiro Lobato. O livro teria sido denunciado à Ouvidoria da Secretaria de Políticas de Promoção da Igualdade Racial por estereótipos racistas, uma denúncia que subiu à Câmara de Educação Básica do Conselho Nacional de Educação. A Câmara teria então publicado novas normas sobre como professores deveriam abordar o livro em sala de aula. Um trio de pesquisadores que analisou o caso contou que metade das colunas de opinião publicados na época associavam o caso ao politicamente correto e ao Partido dos Trabalhadores, criticando-o como uma "imposição da ideologia de um grupo de militantes de esquerda autoritária sobre toda a sociedade".

## Politicamente incorreto
O discurso politicamente incorreto é, em oposição ao chamado politicamente correto, uma forma de expressão que banaliza preconceitos sociais, sem receios de nenhuma ordem. Além de reverberar preconceitos cotidianos, alguns estudiosos afirmam que o politicamente incorreto foi apropriado por movimentos de direita e é atualmente utilizado como ferramenta de oposição às pautas da esquerda e das minorias.
O politicamente incorreto é frequentemente usado como uma forma de humor político para se criticarem políticos de esquerda e seus apoiantes, como Lula e Sarney. O humor politicamente incorreto também é visto como uma forma de autorização para tecer comentários preconceituosos contra minorias sociais, sendo uma forma de preconceito oculta através do humor e da paródia.
O termo "politicamente incorreto" já foi apontado, por críticos, como sendo sinônimo de reacionário.

### Características
Segundo os defensores do politicamente incorreto, há uma estratégia dos seus opositores que visa impedir o efetivo exercício da liberdade de expressão, censurando suas opiniões. Segundo eles, suas opiniões são atualmente minoritárias e não geram efeitos nocivos à sociedade.
Os críticos do politicamente incorreto afirmam que o politicamente incorreto está relacionado ao autoritarismo e que tais discursos são oriundos de preconceitos enraizados na sociedade contra minorias. Além disso, indicam que não há real patrulhamento dessas opiniões, que são amplamente reproduzidas nas sociedades contemporâneas. Ainda segundo seus opositores, o politicamente incorreto, assim como o discurso de ódio, não deveria ser entendido como compatível com os direitos fundamentais do homem. O discurso politicamente incorreto é tido, também, como uma forma de vigiar e controlar a liberdade de expressão de grupos não conservadores.

### Obras
Nos Estados Unidos, a expressão foi empregada na publicação do Guia Politicamente Incorreto, de matriz conservadora. No Brasil, duas publicações de título semelhante foram divulgados recentemente: o Guia Politicamente Incorreto da História do Brasil, e o Guia Politicamente Incorreto da História da América Latina. Em um desses livros alega-se que Evita Perón detinha bens roubados pelos nazistas. Segundo resenhas do O Estado de S. Paulo e da Folha de S.Paulo, os guias buscam denegrir a imagem de figuras liberais e da esquerda, pois acreditam que toda a história anterior é uma invenção de marxistas politicamente comprometidos, e reproduzem dados que não são precisos em sua tentativa de deslegitimar a historiografia acadêmica.
"As origens do politicamente correto", de ill Lind, é um texto amplamente divulgado por ramos de extrema-direita, como o Stormfront, um fórum para "nacionalistas brancos", considerado neonazista. Bill Lind se identifica com a extrema-direita norte-americana, o Tea Party. Suas publicações, longe de serem consensuais, são polêmicas, e Lind é considerado um dos inventores da noção de marxismo cultural. Lind alega que "o verdadeiro dano para as relações étnicas não veio da escravidão, mas da reconstrução, que não teria ocorrido se o Sul tivesse vencido a Guerra de Secessão". Ele também nega o holocausto.

## Uso do termo
O uso moderno pejorativo do termo emergiu de críticas conservadoras da Nova Esquerda no final do século XX. O termo era de uso incomum antes da década de 1990, geralmente como uma autodescrição irônica, mas entrou em uso popular nos Estados Unidos da América depois que foi objeto de uma série de artigos no The New York Times. O termo foi amplamente usado no debate sobre o livro de 1987 de Allan Bloom The Closing of the American Mind.
Minorias argumentam de que a expressão virou uma espécie de arma para silenciá-las, impedindo-as de fazer questionamentos para não serem acusadas de serem "politicamente corretas", vitimistas, exageradas ou serem sensíveis demais, particularmente com os termos "geração floco de neve" ou "mimimi".
O debate sobre o linguajar politicamente correto está frequentemente ligado ao uso de pronomes neutros.

### Educação
O debate moderno do termo foi iniciado nos Estados Unidos por críticos conservadores de um percebido viés liberal na educação pública, particularmente em universidades. No Brasil, ele teria sido reacendido por um livro de Monteiro Lobato.

## Críticas
Há críticas de que o debate sobre termos e expressões serem politicamente corretas ou incorretas seria de pouco impacto se as normas da sociedade não mudassem junto, sendo irrelevante o desuso de um termo por ser racista se a sociedade ao seu redor continuasse tendo práticas racistas.

### O caso de Rotherham, Reino Unido
No Reino Unido, no que ficou conhecido como o escândalo de exploração sexual infantil de Rotherham, os funcionários tiveram medo de atacar uma rede pedófila paquistanesa por receio de serem acusados de racismo ou preconceito. Os denunciantes, como Jayne Senior e Sarah Champion, foram perseguidos e o problema ignorado. Relatórios subsequentes estimam que 1400 crianças foram vítimas desta rede, de 1997 até 2013. Uma associação Sikh insistiu que os média e os políticos deixassem de descrever as gangues da rede de Rotherham como "asiáticos", dado o termo ser demasiado vago e deslustrar outras comunidades.

### O caso de Colónia, Alemanha
Cerca das 23 horas do dia 31 de Dezembro de 2015, cerca de mil e quinhentos homens, de  aparência "norte-africana e árabe", com idades entre os 15 e os 35 anos, descritos como fortemente alcoolizados e agressivos, aglomeraram-se no hall da Estação Central de Colónia, e começaram os distúrbios. De repente, de acordo com os relatos das vítimas, grupos desses homens rodearam as mulheres e meninas, agarrando-as pelos seios, e entre as pernas, puxando os fechos de correr e enfiando dedos nos genitais. Ao mesmo tempo, eram roubados telemóveis e outros objectos. Não eram visíveis forças policiais. Mais de mil e duzentas  mulheres foram vítimas desses crimes sexuais não  só em Colónia , mas também em  Hamburgo, Estugarda e outras cidades alemãs. De acordo com estimativas  policiais, mais de dois mil homens estavam envolvidos; no entanto, de acordo com o relatório, apenas 120 suspeitos foram identificados.
O silêncio da polícia e dos media, o laxismo da polícia, as declarações de Henriette Reker, presidente da câmara de Colónia incriminando as mulheres alemãs e o atraso na reportagem dos acontecimentos pelos media, especialmente pelas emissoras públicas (ARD, ZDF e outras), foram fortemente criticados nos dias seguintes. Henriette Reker declarou publicamente que era "inadequado" ligar as agressões sexuais em massa com os refugiados.
Em Abril de 2016, as estatísticas das autoridades indicavam que dos 153 suspeitos identificados em Colónia que foram condenados por crimes sexuais e outros durante a passagem de ano de 2015-2016, dois terços eram originários de Marrocos ou da Argélia, 44% eram requerentes de asilo, outros 12% provavelmente estavam ilegalmente na Alemanha, e 3% eram refugiados menores de idade desacompanhados.
Algumas das fontes da imprensa, meses depois, admitiram ter exacerbado os números informados no caso de Colônia. Relatos e análises posteriores de algumas fontes indicam que os culpados não passavam de algumas dúzias, ao invés de "centenas ou milhares de homens" relatados na impressão inicial.